# Mvezo
Mvezo je vasica v Južnoafriški Republiki. Leži na bregovih reke Mbashe blizu mesta Mthatha. Nekdaj je sodila k Transkeiu, danes pa je v okrožju O. R. Tambo v Vzhodni Kaplandiji. Leta 2011 je v vasici živelo ok. 810 ljudi. 
Mvezo je znan kot rojstni kraj južnoafriškega predsednika Nelsona Mandele, ki je bil v kraju 15. decembra 2013 tudi pokopan. V vasi je tudi del njemu posvečenega muzeja Nelson Mandela Museum. Mandelova družina ima v vasi poglavarske funkcije.